# جمهورية سيبيريا

المنطقة الاتحادية السيبيرية
جغرافية سيبيريا الروسية
سيبيريا وفقًا لأوسع تعريف وفي الاستخدام التاريخي

جمهورية سيبيريا هي فكرة أن تكون سيبيريا جمهورية مستقلة.
حجة الفكرة هي أن سيبيريا تشكل 77% من الأراضي الروسية (13.1 مليون كيلومتر مربع) وتضم 40 مليون شخص. تمتلك سيبيريا الغربية احتياطيات غنية بالنفط والغاز لكن الضرائب تذهب مباشرة إلى موسكو. إن سيعود إقناع شركات الاستخراج بدفع الضرائب في المناطق التي تعمل فيها بالفائدة على سيبيريا.
الحجة ضد تقرير المصير هي أن سيبيريا ذات كثافة سكانية منخفضة وتحتاج إلى الاتحاد الروسي لمنع الغزاة الأجانب.

## التاريخ
نشأت الفكرة في منتصف القرن التاسع عشر وتشكلت مع الأنشطة العسكرية لألكسندر كولتشاك وفيكتور بيبيلاييف خلال الحرب الأهلية الروسية.
في العام 1918 تشكلت حكومتين مؤقتتين واحدة في فلاديفوستوك والأخرى في أومسك. في نهاية العام دُمجت الحكومتين بحكومة عموم روسيا المؤقتة. في العام 1922 صارت سيبيريا جزءً من الاتحاد السوفيتي.
تم النظر في فكرة جمهورية سيبيريا المستقلة في العام 1989 أثناء انتخاب مجلس نواب الشعب في الاتحاد السوفيتي، لكن توصل النواب إلى حل وسط بإبرام اتفاق سيبيريا التي زادت من سلطة الزعماء المحليين الإقليمية.
في العام 1992، تم النظر في الحكم الذاتي لسيبيريا مرة أخرى ولكن جرى توحيد الأراضي السيبيرية بموجب اتفاق سيبيريا وذُكر في القرار أن تجاهل مطالب سيبيريا يعني «تسريع إنشاء جمهورية سيبيريا».

## المحاولات الحديثة
بعد ضم الاتحاد الروسي للقرم في العام 2014، حاول فنان الأداء أرتيوم لوسكوتوف تنظيم مظاهرة وهمية تسمى مونسترايشن لتعزيز فكرة جمهورية سيبيريا داخل الاتحاد الروسي في 17 أغسطس في نوفوسيبيرسك للترويج لسيبيريا الاتحادية. لقد أعلن أليكسي نافالني عن الحدث في مدونته لكن الكرملين أطلق تعتيمًا إعلاميًا على الحدث.
تمت مقارنة الاحتجاج بالميدان الأوروبي الذي أدى إلى الثورة الأوكرانية عام 2014 وقد وصفه نيكولاي فالويف بأنه «أول محاولات الجهود العالمية لتعزيز الانفصالية في روسيا». أصدرت هيئة مراقبة وسائل الإعلام الروسية روسكومنادزور تحذيرات لـ14 منفذًا إعلاميًا أدار القصة وهددت بإغلاق الخدمة الروسية من هيئة الإذاعة البريطانية.